# Ло Нань
Ло Нань (3 листопада 1986) — китайська плавчиня.
Учасниця Олімпійських Ігор 2008 року.
Призерка Чемпіонату світу з водних видів спорту 2007 року.
Призерка Чемпіонату світу з плавання на короткій воді 2006 року.
Переможниця Азійських ігор 2006 року.